# Svetlana Gončarenko
Svetlana Valentinovna Doronina-Gončarenko (rusko Светлана Валентиновна Доронина-Гончаренко), ruska atletinja, * 28. maj 1971, Rostov na Donu, Sovjetska zveza.
Nastopila je na poletnih olimpijskih igrah v letih 1996 in 2000, ko je osvojila bronasto medaljo v štafeti 4x400 m, v isti disciplini je leta 1996 osvojila še četrto mesto, v teku na 400 m se je uvrstila v polfinale. Na svetovnih prvenstvih je osvojila zlato in srebrno medaljo v štafeti 4x400 m, na svetovnih dvoranskih prvenstvih tri zaporedne naslove prvakinje v isti disciplini ter dve srebrni in bronasto medaljo v teku na 200 m, na evropskih prvenstvih srebrni medalji v teku na 400 m in štafeti 4x400 m, na evropskih dvoranskih prvenstvih pa naslova prvakinje v teku na 400 m leta 1994 in teku na 200 m leta 1998.